# Jaromír Blažek

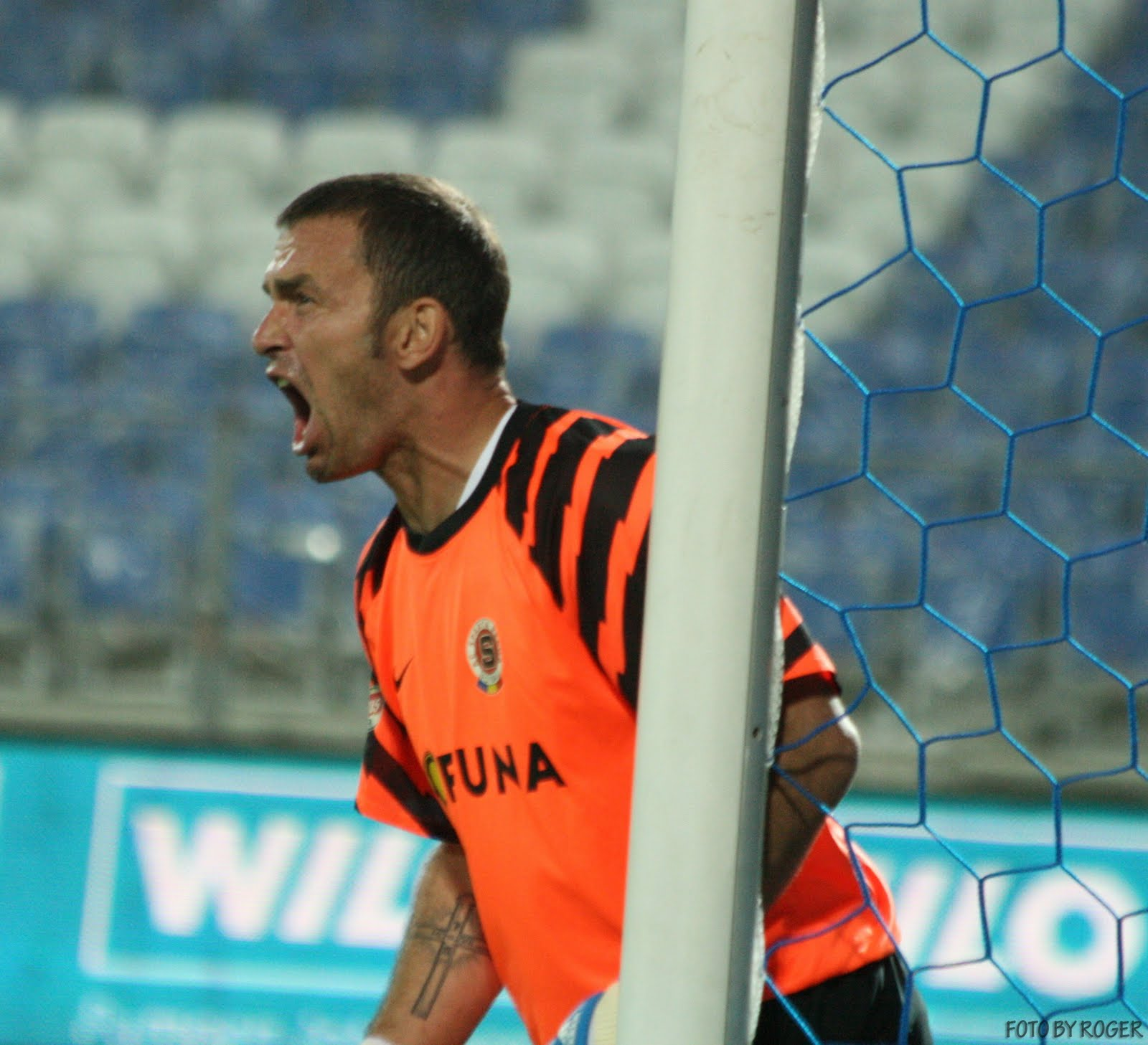
Blažek w bramce Sparty

Jaromír Blažek (ur. 29 grudnia 1972 w Brnie) – czeski piłkarz grający na pozycji bramkarza.

## Kariera klubowa
Blažek jest wychowankiem małego klubu o nazwie Metra Blansko. Jednak już w wieku 10 lat wyjechał z rodzicami do Pragi i podjął treningi w Slavii Praga. W sezonie 1990/1991 zadebiutował w lidze czechosłowackiej. Jednak przez 2 kolejne lata wystąpił zaledwie w 9 meczach. W 1992 roku przeszedł do Dynama Czeskie Budziejowice, gdzie spędził rok grając w pierwszym składzie. W 1993 roku po utworzeniu ligi czeskiej Blažek był już zawodnikiem Viktorii Žižkov i zdobył z nią Puchar Czech. Natomiast w sezonie 1994/1995 był piłkarzem Bohemiansu Praga, jednak spadł z nią z ligi. Po sezonie wrócił do Slavii, w której był rezerwowym dla Jana Stejskala i rozgrywając 7 meczów został mistrzem Czech. W 1996 roku nastąpił kolejny powrót Jaromíra, który został graczem Bohemiansu, jednak na koniec sezonu znów przeżył degradację do drugiej ligi. Przez kolejne dwa lata bronił na drugim froncie, ale w sezonie 1999/2000 grał z powrotem w ekstraklasie.
W styczniu 2000 roku Blažek przeszedł do Sparty Praga. Tam początkowo musiał rywalizować z Tomášem Poštulką i przez pierwsze dwa sezony bronił z nim na przemian w lidze. W tym czasie dwukrotnie zostawał mistrzem Czech. W 2001 roku do klubu przyszedł Petr Čech i to on stał się pierwszym bramkarzem Sparty, a Blažek w rundzie wiosennej został wypożyczony do FK Marila Příbram. Po sezonie Čech odszedł do Stade Rennais FC i Jaromír w końcu stał się pierwszym bramkarzem klubu. W 2003 roku wywalczył mistrzostwo kraju, a w 2004 zdobył swój kolejny puchar. W 2005 roku nastąpił kolejny triumf w lidze, w 2006 roku w pucharze, a w 2007 roku czeski golkiper wywalczył dublet. Ze Spartą trzykrotnie wystąpił w fazie grupowej Ligi Mistrzów (2003/2004 – 1/8 finału, 2004/2005 – faza grupowa, 2005/2006 – faza grupowa).
Latem 2007 roku niemiecki 1. FC Nürnberg poszukiwał bramkarza po odejściu do VfB Stuttgart dotychczasowego golkipera Raphaela Schäfera. Wybór padł na Blažka, który przeszedł do FCN za pół miliona euro i podpisał 2-letni kontrakt. W 2008 roku wrócił do Sparty Praga, a w 2012 roku został zawodnikiem FC Vysočina Jihlava. W 2015 zakończył karierę.
| Sezon   | Klub                        | Kraj   | Rozgrywki         | Mecze | Bramki |
| ------- | --------------------------- | ------ | ----------------- | ----- | ------ |
| 1990/91 | Sparta Praga                | Czechy | 1. liga ČSSR      | 5     | 0      |
| 1991/92 | Sparta Praga                | Czechy | 1. liga ČSSR      | 4     | 0      |
| 1992/93 | Dynamo Czeskie Budziejowice | Czechy | 1. liga ČSSR      | 29    | 0      |
| 1993/94 | Viktoria Žižkov             | Czechy | 1. liga           | 24    | 0      |
| 1994/95 | Bohemians Praga             | Czechy | 1. liga           | 27    | 0      |
| 1995/96 | Slavia Praga                | Czechy | 1. liga           | 7     | 0      |
| 1996/97 | Bohemians Praga             | Czechy | 1. liga           | 16    | 0      |
| 1997/98 | Bohemians Praga             | Czechy | 2. liga           | 28    | 0      |
| 1998/99 | Bohemians Praga             | Czechy | 2. liga           | 30    | 0      |
| 1999/00 | Bohemians Praga             | Czechy | 1. Gambrinus liga | 16    | 0      |
| 1999/00 | Sparta Praga                | Czechy | 1. Gambrinus liga | 13    | 0      |
| 2000/01 | Sparta Praga                | Czechy | 1. Gambrinus liga | 16    | 0      |
| 2001/02 | Sparta Praga                | Czechy | 1. Gambrinus liga | 3     | 0      |
| 2001/02 | FK Marila Příbram           | Czechy | 1. Gambrinus liga | 22    | 0      |
| 2002/03 | Sparta Praga                | Czechy | 1. Gambrinus liga | 25    | 0      |
| 2003/04 | Sparta Praga                | Czechy | 1. Gambrinus liga | 27    | 0      |
| 2004/05 | Sparta Praga                | Czechy | 1. Gambrinus liga | 25    | 0      |
| 2005/06 | Sparta Praga                | Czechy | 1. Gambrinus liga | 29    | 0      |
| 2006/07 | Sparta Praga                | Czechy | 1. Gambrinus liga | 29    | 0      |
| 2007/08 | 1. FC Nürnberg              | Niemcy | Bundesliga        | 25    | 0      |
| 2008/09 | Sparta Praga                | Czechy | 1. Gambrinus liga | 21    | 0      |
| 2009/10 | Sparta Praga                | Czechy | 1. Gambrinus liga | 23    | 0      |
| 2010/11 | Sparta Praga                | Czechy | 1. Gambrinus liga | 27    | 0      |
| 2011/12 | Sparta Praga                | Czechy | 1. Gambrinus liga | 3     | 0      |
| 2011/12 | FC Vysočina Jihlava         | Czechy | II liga           | 13    | 0      |
| 2012/13 | FC Vysočina Jihlava         | Czechy | 1. Gambrinus liga | 28    | 0      |
| 2013/14 | FC Vysočina Jihlava         | Czechy | 1. Gambrinus liga | 18    | 0      |
| 2014/15 | FC Vysočina Jihlava         | Czechy | 1. Gambrinus liga | 3     | 0      |

## Kariera reprezentacyjna
W reprezentacji Czech Blažek zadebiutował 29 marca 2000 roku w wygranym 3:1 towarzyskim spotkaniu z Australią. W tym samym roku był członkiem kadry na Euro 2000, ale był tam rezerwowym dla Pavla Srníčka. W 2004 roku został powołany przez Karela Brücknera na Euro 2004. Zagrał tam jedynie w grupowym meczu z Niemcami (2:1), a z kadrą narodową zajął 3. miejsce. Natomiast na Mistrzostwach Świata w Niemczech Blažek, podobnie jak 4 lata wcześniej, był rezerwowym dla Čecha i tym razem nie wystąpił w żadnym meczu turnieju.